# Septembre 1861

## Événements
- Septembre - octobre : agitation étudiante à Kazan, Saint-Pétersbourg et Moscou.

- 12 septembre : début du règne de Radama II, roi de Madagascar (fin en 1863). Pensant faire le bonheur de son peuple en appliquant les méthodes européennes, il mécontente l’oligarchie traditionnelle, dont le Premier ministre Raharo et son frère, le commandant en chef Rainilaiarivony.
  - Radama II rouvre l’île de Madagascar aux missionnaires catholiques et protestants et signe de nouveaux traités avec la Grande-Bretagne et la France : sous le nom de Charte Lambert (1861) et de Charte Caldwell (1862), il octroie des privilèges exorbitants à ces deux négociants.

- 17 septembre (Argentine) : le président Urquiza est renversé par le général Bartolomé Mitre, gouverneur de Buenos Aires, qui défait les troupes des provinces trop divisées entre plusieurs caudillos à la bataille de Pavón. La constitution de 1853 reste en vigueur mais ne concerne plus seulement les États-Unis de La Plata, mais devient la Constitution de la République argentine.

- 18 septembre (Chili) : arrivée au pouvoir des libéraux au Chili. Ils garderont le pouvoir jusqu'en 1891.
  - José Joaquín Pérez est élu président au Chili (fin en 1871). Les mandats du conservateur Joaquin Pérez marquent une période de transition entre l’ordre conservateur et libéral au Chili. À partir de son second mandat, il doit faire des concessions aux libéraux, en renonçant à l’autoritarisme, en établissant la liberté de culte et en interdisant la réélection du président sortant en fin de mandat.

- 28 septembre : tout officier français désireux de participer à la guerre civile américaine est automatiquement radié de l'armée française.

## Naissances
- 5 septembre : Tobias Crawford Norris, premier ministre du Manitoba.
- 18 septembre : Ella Cora Hind, journaliste et activicteuse.
- 19 septembre : Charles Ernest Gault, politicien anglo-québécois.
- 22 septembre : Célestin Rousseau, espérantiste français († 19 janvier 1949).
- 26 septembre : Josep Sanyas militaire et poète français († 4 juin 1912).